# 러번 콕스
러번 콕스(Laverne Cox, 1972년 5월 29일 ~ )는 미국의 배우이며 트랜스젠더 여성이다. 넷플릭스 시리즈 《오렌지 이즈 더 뉴 블랙》의 소피아 버셋 역으로 유명하다. M Lamar와 일란성 쌍둥이 관계이며 《오렌지 이즈 더 뉴 블랙》에서 M Lamar가 성전환 이전의 소피아 버셋 역을 맡았다.

## 출연 작품
- 2017 : 다우트
- 2019 : 캔 유 킵 어 시크릿? - 시빌 역
- 2020 : 배드 헤어 - 미용사 역